# Eugenio Krauss
Eugenio Krauss (Venezia, 6 settembre 1973) è un attore italiano.

## Biografia
Laureatosi in giurisprudenza all'Università di Bologna, prima di iniziare la carriera di attore è stato un avvocato d'affari nello studio internazionale DLA Piper. Ha studiato recitazione a New York presso il Lee Strasberg Theatre and Film Institute e si è ulteriormente formato con Michael Margotta e Javier Galito Cava.
Il suo primo film è stato Oggi sposi nel 2009 dove interpreta proprio un avvocato d'affari. A quella prima interpretazione ha fatto seguito una carriera nel cinema e in TV, sia nella commedia che in ruoli drammatici. Ha lavorato con Carlo Verdone in due film, Sotto una buona stella e L'abbiamo fatta grossa. Con Rosa Palasciano ha lavorato nel film Giulia che la ha vista candidata al David di Donatello 2022.
A cavallo della pandemia di Covid-19 ha interpretato Paolo Manetti, un pericoloso criminale, rivale in amore dell'ispettore Lojacono nella terza stagione de I bastardi di Pizzofalcone.
Nel 2021-2022 è stato nel cast della serie western internazionale Django, interamente girata in Romania, con protagonisti Matthias Schoenaerts, Noomi Rapace, Nicholas Pinnock e Lisa Vicari, presentata in anteprima alla Festa del Cinema di Roma
È un grande appassionato di vela. Nel 2019 ha fatto parte dell'equipaggio dell'imbarcazione WB Seven, un XP 44 dell'armatore Gianclaudio Bassetti che ha vinto i mondiali ORC a Sebenico con al timone Mauro Pelaschier. Oltre alla vela, è anche appassionato di sci e fa parte degli "Sciattori" un gruppo sportivo a scopo benefico composto da personaggi e volti noti del mondo dello spettacolo.

## Filmografia

### Cinema
- Oggi sposi, regia di Luca Lucini (2009)
- Isole, regia di Stefano Chiantini (2011)
- Lezioni di cioccolato 2, regia di Alessio Maria Federici (2011)
- Tutto tutto niente niente, regia di Giulio Manfredonia (2012)
- Studio illegale, regia di Umberto Carteni (2013)
- Universitari - Molto più che amici, regia di Federico Moccia (2013)
- Sotto una buona stella, regia di Carlo Verdone (2014)
- Leoni, regia di Pietro Parolin (2015)
- 4021, regia di Viviana Lentini (2015)
- L’abbiamo fatta grossa, regia di Carlo Verdone (2016)
- Quando sarò bambino, regia di Edoardo Palma (2017)
- Giulia - una selvaggia voglia di libertà, regia di Ciro de Caro (2021)
- C'era una volta il crimine, regia di Massimiliano Bruno (2022)
- Fabbricante di lacrime, regia di Alessandro Genovesi (2023)
- Eva, regia di Emanuela Rossi (2024)

### Televisione
- Tutti pazzi per amore, regia di Laura Muscardin (2011) - serie TV
- Un passo dal cielo, regia di Riccardo Donna (2011) - serie TV
- Benvenuti a tavola - Nord vs Sud, regia di Lucio Pellegrini (2013) - serie TV
- Il paradiso delle signore, regia di Isabella Leoni, Marco Maccaferri, Riccardo Mosca e Francesco Pavolini (2019) - serie TV
- Il processo, regia di Stefano Lodovichi (2019) - serie TV
- Petra, regia di Maria Sole Tognazzi (2020) - miniserie TV
- Summertime (2020-2021) - serie TV
- I bastardi di Pizzofalcone 3, regia di Monica Vullo (2021) - serie TV
- The Rising Star Hotel, regia di Fabio Mollo (2021) - serie Web
- Cuori, regia di Riccardo Donna (2021) - serie TV
- Django, regia di Francesca Comencini, David Evans e Enrico Maria Artale (2022) - serie TV